# 木竜皇博一
木竜皇 博一（きりゅうこう ひろかず、2002年10月31日 - ）は、千葉県柏市出身で、立浪部屋所属の現役大相撲力士。本名は坂本 博一（さかもと ひろかず）。身長177cm。体重141kg。最高位は西十両12枚目（2024年9月場所・2025年1月場所-3月場所）。
父は元幕内・時津海。弟は同部屋所属の春雷。

## 来歴
元幕内・時津海の長男で、墨田区立両国小学校1年時から埼玉県の草加相撲練修会で相撲を始めた。小学校2年時と4年時に白鵬杯で優勝、5年時にわんぱく相撲全国大会2位の実績を残した。小学校卒業後は寮生活を送り、柏市立柏第二中学校では3年時に全国中学校相撲選手権大会と全国少年相撲選手権大会で団体優勝を経験した。中学校卒業後は青森県立三本木農業高等学校に進学し、相撲部の主将を務めた。
高校卒業後は父が師匠を務める時津風部屋に入門する予定であったが、父の時津海こと16代時津風は自身が起こした不祥事が原因で博一が高校を卒業する直前の2021年2月22日付で日本相撲協会を退職した。この事態を受けて博一は時津風部屋に入門するべきか再考することになり、結果としては、入門先を立浪部屋に変更した上で2021年5月場所で初土俵を踏むことになった。なお、3歳年下の弟・正真（四股名：春雷）も同時に立浪部屋に入門したため、兄弟で入門同期ということになる。初土俵を踏む直前に左足甲を骨折する不幸に見舞われたが、前相撲には1日だけ出場した。
序ノ口の番付に名前が載った2021年7月場所は6勝1敗。翌9月場所は序二段に番付を上げて6勝1敗。続く11月場所からは三段目で相撲を取り、3場所後の2022年5月場所で幕下に昇進した。
2023年5月場所では13日目（7番相撲）に大翔丸に勝利し幕下優勝。7月場所は勝ち越せば関取昇進が望める地位であったが、6番相撲で敗れて3勝4敗となり関取昇進を逃した。翌9月場所は3勝3敗で迎えた7番目の相撲で十両の土俵に上がったが、志摩ノ海に敗れて3勝4敗と負け越した。11月場所で幕下15枚目以内で初めて勝ち越した。2024年5月場所は東幕下3枚目の地位で5勝2敗となり、7番相撲終了時点で「新十両濃厚」と報じられたものの、他力士の成績との兼ね合いもあり、場所後の5月29日に開催された番付編成会議において昇進とはならなかった。7月場所では勝ち越せば関取昇進が濃厚な西幕下筆頭の地位を与えられ、6番相撲で5勝目を挙げた時点で「新十両確実」と報じられ、場所後の同月31日の番付編成会議で新十両昇進が決定した。9月場所は14日目に10敗目を喫し、この時点で十両残留が絶望的となり、1場所で幕下に逆戻りすることとなった。11月場所前の11月1日には十両復帰を目指して幕下以下を相手に31番の申し合いの猛稽古を行い「まずは十両に戻って、幕内、三役と飛躍の年にしたいです」と22歳の抱負を語った。東幕下2枚目となった11月場所、初日の勝利の後連敗し黒星先行の後4連勝し5勝2敗で終え、場所後の番付編成会議で翌年1月場所の再十両昇進が発表された。西十両12枚目で迎えた同場所は、初日から3連敗の後2連勝2度などで10日目時点で5勝5敗の五分の星としていたが、11日目から3連敗で負け越し。しかし最終2番を勝利し7勝8敗で終え、3月場所は番付据え置きとなる。3月場所は前場所同様初日から3連敗の後連勝し、2勝3敗で迎えた6日目、志摩ノ海との取組で押し倒され敗れた際に右膝を負傷、取組後は起き上がることができず、車いすで花道を引き揚げ、医務室に向かう際には「音がした」と硬い表情で話し、右脚全体を固定して病院に向かった。「右膝前十字じん帯断裂 同関節内側側副じん帯損傷 右大腿骨外顆骨挫傷 右脛骨近位部骨折挫傷 受傷日より3カ月の療養を要する」との診断書を提出し、7日目から休場。西幕下6枚目に陥落した5月場所、西幕下46枚目に陥落した7月場所も全休した。

## 人物・エピソード
- 2024年1月11日、弟弟子の序二段・煌貴龍と入浴施設を訪れていた際、心肺停止状態の87歳男性を発見し、救命処置を実施した。同年2月16日、東京消防庁から煌貴龍とともに感謝状を贈られ、立浪部屋で表彰された際「なかなかいただけるものではないので、日本相撲協会の一員として自覚を持ち、みんなに愛される力士になりたいです」と語った[12]。
- 四股名は入門時に部屋の後援者によって名付けられたものだが、本人は由来を全く知らないという[13]。
- 自身の父の子飼いの弟子であった時津風部屋の元大関・正代のことは幼少期に「正代兄ちゃん」と慕っていた。新十両昇進時には土俵上での恩返しを誓った[14]。
- 協会公式プロフィールによると、趣味は銭湯、ギター。好物はヨーグルト、好きなYouTuberはさらば青春の光、好きな映画は『タイタニック』[15]。
- 2025年1月場所での再十両昇進を後押ししたエピソードとしては、2024年9月場所を終えて幕下陥落が確実となった際、その場所の終了直後に関取用の白まわしではなく、幕下以下用の黒まわしを締めて稽古場に現れたところ、兄弟子の大関・豊昇龍に「九州場所の番付発表前なのに、もう幕下のつもりなのか？　そういうのは相撲に出るんだぞ」「すぐ十両に戻ってやるという気持ちでいけ」と雷を落とされたという[16]。
- 小学生の頃、Eダンスアカデミーのシーズン1に「HIROKAZU」として出演していた。

## 主な成績
2025年7月場所終了現在

### 通算成績
- 通算成績：104勝73敗15休（25場所）

### 各段優勝
- 幕下優勝：1回（2023年5月場所）

### 場所別成績
| | 一月場所 初場所（東京） | 三月場所 春場所（大阪） | 五月場所 夏場所（東京） | 七月場所 名古屋場所（愛知） | 九月場所 秋場所（東京） | 十一月場所 九州場所（福岡） |
| --- | ----------------------- | ----------------------- | ----------------------- | --------------------------- | ----------------------- | --------------------------- |
| 2021年 （令和3年） | x                       | x                       | （前相撲）              | 東序ノ口24枚目 6–1          | 東序二段49枚目 6–1      | 西三段目83枚目 5–2          |
| 2022年 （令和4年） | 西三段目48枚目 4–3      | 西三段目29枚目 6–1      | 西幕下47枚目 4–3        | 東幕下37枚目 5–2            | 西幕下22枚目 3–4        | 東幕下28枚目 5–2            |
| 2023年 （令和5年） | 西幕下17枚目 4–3        | 西幕下13枚目 2–5        | 西幕下26枚目 優勝 7–0   | 西幕下2枚目 3–4             | 西幕下5枚目 3–4         | 東幕下8枚目 4–3             |
| 2024年 （令和6年） | 東幕下5枚目 3–4         | 西幕下8枚目 5–2         | 東幕下3枚目 5–2         | 西幕下筆頭 6–1              | 西十両12枚目 4–11       | 東幕下2枚目 5–2             |
| 2025年 （令和7年） | 西十両12枚目 7–8        | 西十両12枚目 2–5–8      | 西幕下6枚目 休場 0–0–7  | 西幕下46枚目 休場 0–0–7     | x                       | x                           |
| 各欄の数字は、「勝ち-負け-休場」を示す。 優勝 引退 休場 十両 幕下 三賞：敢=敢闘賞、殊=殊勲賞、技=技能賞 その他：★=金星 番付階級：幕内 - 十両 - 幕下 - 三段目 - 序二段 - 序ノ口 幕内序列：横綱 - 大関 - 関脇 - 小結 - 前頭（「#数字」は各位内の序列） |                         |                         |                         |                             |                         |                             |

## 改名歴
- 木竜皇 博一（きりゅうこう ひろかず）2021年5月場所 -